# شخصیت‌های شیطان هم می‌گرید

شخصیت‌های تکرارشونده در مجموعه شیطان هم می‌گرید در پرونده: ورژیل در پس‌زمینه، تریش، دانته و لیدی در وسط، و نرو در پایین

شیطان هم می‌گرید یک مجموعه بازی ویدئویی است که توسط کپ‌کام توسعه داده شده و توسط هیدکی کامیا ساخته شده است. این بازی‌ها در زمان حال اتفاق می‌افتند. موفقیت این مجموعه منجر به انتشار کتاب‌های کمیک، رمان‌ها، یک مجموعه انیمه، راهنماها، اشیای قابل جمع‌آوری و چندین اکشن فیگور شده است.
مأموریت‌های دانته، محور داستان مجموعه است که در آن، دانته برای گرفتن انتقام مرگ مادرش ایوا، شیاطین را نابود می‌کند. در ادامه، او با برادر دوقلوی گم‌شده‌اش ورژیل رو به رو می‌شود که با او رابطه ناکارآمدی دارد. با جلو رفتن مجموعه، یک امپراتور شیطان با نام ماندوس به عنوان مسبب مرگ مادر دانته و فساد برادرش شناخته می‌شود. با وجود این‌که دانته اغلب در نقش شخصیت قابل‌بازی اصلی ظاهر می‌شود، بازیکن کنترل شخصیت‌های دیگری را هم به دست می‌گیرد.
شخصیت‌های شیطان هم می‌گرید توسط یک طراح بازی ویدئویی با نام هیدکی کامیا و با همکاری کپ‌کام و کلاور استودیو طراحی شدند. نرو و چندین شخصیت دیگر در شیطان هم می‌گرید ۴ توسط تاسویا یوشیکاوا طراحی شدند. از نظر او، طراحی نرو یکی از بزرگ‌ترین چالش‌های دوران کاری‌اش بوده است. هر کدام از بازی‌های مجموعه، هماورد و شخصیت‌های جانبی جدیدی را معرفی می‌کند.

## قهرمانان

### دانته
دانته، قهرمان اصلی مجموعه، مزدوری است که در کارهای فراطبیعی تخصص دارد. وی شخصیت قابل‌بازی اصلی سه شیطان هم می‌گرید ۱ تا ۳ است. او به وسیله لباس‌های قرمز، موهای نقره‌ای کوتاه، بذله‌گویی، شوخ‌طبعی تیره و نگرش مغرورانه خود قابل شناسایی است. دانته معمولاً از دو کلت ام۱۹۱۱ شدیداً سفارشی‌شده (با نام‌های آبنوس و عاج)، یا یک شمشیر سنگین با نام شورش استفاده می‌کند.
صداگذاری این شخصیت در شیطان هم می‌گرید اول توسط درو کومبز و در شیطان هم می‌گرید ۲ توسط متیو کامینسکای انجام شده است. روبن لنگدون در شیطان هم می‌گرید ۳: بیداری دانته این نقش را بر عهده گرفت و برای ایفای این نقش در شیطان هم می‌گرید ۴ و چند مجموعه بعد از آن بازگشت. توشی‌یوکی موریکاوا هم در صداگذاری ژاپنی دانته در چندین مجموعه نقش داشته است.

### نرو
نرو یکی از قهرمانانی است که در شیطان هم می‌گرید ۴ و شیطان هم می‌گرید ۵ حضور داشته است. نرو نوزادی است که توسط محفل شمشیر، از پیروان اسپاردا، به فرزندی پذیرفته‌شده و در نهایت، تبدیل به شوالیه مقدس محفل گشته است. او به راحتی با دیگران کنار نمی‌آید و ترجیح می‌دهد به‌تنهایی کار کند، به همین دلیل، معمولاً «مأموریت‌های ویژه» محفل به او محول می‌شود. این شخصیت در شیطان هم می‌گرید ۴: نسخه ویژه توسط جانی یونگ بوش به زبان انگلیسی و توسط کایتو ایشیکاوا به زبان ژاپنی صداگذاری شده است. نرو به عنوان یکی از قهرمانان اصلی در شیطان هم می‌گرید ۵ بازگشت.

### لوسیا
لوسیا، همراه با دانته، یکی از دو قهرمان اصلی شیطان هم می‌گرید ۲ است. او مبارزی چابک است و از دو خنجر حکاکی‌شده گران‌قیمت استفاده می‌کند. همانند دانته، او قابلیت استفاده از «ماشه شیطان» (تبدیل شدن به یک دیو درنده‌خو) را داراست. لوسیا توسط فرانکویز گرالسکی صداگذاری شده است.
لوسیا یکی از اعضای «زیر نظران» است، قبیله‌ای از نگهبانان در وی د مارلی که خون شیاطین در رگ‌هایشان جریان دارد. او دانته را به جزیره خود دعوت می‌کند تا بدین ترتیب، مادر ناتنی آنان با نام ماتیر بتواند از او درخواست کند تا با آن‌ها در شکست آریوس (مردی که سرزمین آنان را به بهشت شیاطین تبدیل کرده) همکاری کند. دانته این درخواست را قبول می‌کند و با همکاری لوسیا، این مأموریت را شروع می‌کند. بازیکن بعدتر متوجه می‌شود که لوسیا در اصل «چی» نام دارد، دیوی که توسط آریوس پرورش داده شده اما ناتمام رها شده است. دانته قبل از زمانی که او با آریوس روبه‌رو می‌شود، آریوس را شکست داده و سوار بر موتورسیکلت وی به سمت دنیای شیاطین می‌رود تا دیوی باستانی را متوقف کند. پس از رفتن دانته، آریوس (که حالا تبدیل به هیولا شده) از ویرانه‌ها برمی‌خیزد و به لوسیا حمله می‌کند، اما لوسیا موفق می‌شود او را شکست دهد. پس از آن، لوسیا منتظر بازگشت دانته می‌شود.

### وی
وی یکی از قهرمانان شیطان هم می‌گرید ۵ است. او شخصیتی مرموز است که دانته را استخدام کرده تا به همراهش به شهر گور سرخ برود و اوریزن را به زانو درآورد. اوریزن، بخش دیومانند و تاریک ورژیل است. در نبرد، وی از سه شیطان استخراج‌شده از خاطرات نلو آنجلو برای تضعیف رقیبش استفاده می‌کند تا بتواند ضربه مهلک نهایی را بر او وارد کند. با برگرداندن ورژیل که حالا کاملاً از دیگر موجودات مستقل است، گرافون عقاب‌مانند او را به سمت سایهپلنگ‌مانند هدایت می‌کند و از کابوس درخواست می‌کند تا با اختیار خود به دانته حمله کند. هر سه آن‌ها در نبرد با او می‌میرند. صداگذاری انگلیسی و ضبط حرکت وی توسط برایان هنفورد انجام شده و کوکی اوچییاما صداگذاری ژاپنی را بر عهده داشته است.

## هماوردان

### ورژیل
برادر دوقلوی بزرگ‌تر دانته که به بخش شیطانی پیوسته و غرق در کسب قدرت است. او یکی از هماوردان اصلی در شیطان هم می‌گرید ۳ و شخصیتی قابل‌بازی در نسخه ویژه این عنوان است که در نهایت به نلو آنجلو، خدمتگزار موندوس در نخستین شیطان هم می‌گرید، تبدیل می‌شود. با وجود حضور او در شیطان هم می‌گرید ۴ و قابل‌بازی بودنش در نسخه ویژه این بازی برای نمایش رابطه‌اش با نرو، و این‌که قسمت‌هایی از نلو آنجلو اساس به وجود آمدن شیاطینی انجلومانند توسط آگنوس برای استفاده سنکتوس بوده، ورژیل در شیطان هم می‌گرید ۵ بازمی‌گردد و مشخص می‌شود که او پدر نرو بوده است. ورژیل همچنین در مارول نهایی علیه کپ‌کام ۳ به‌عنوان شخصیتی قابل‌بازی ظاهر می‌شود. در نسخه انگلیسی، ورژیل توسط دنیل ساثورث در شیطان هم می‌گرید ۳، شیطان هم می‌گرید ۴: نسخه ویژه و شیطان هم می‌گرید ۵ صداگذاری شده و صداگذاری نلو انجلو در شیطان هم می‌گرید بر عهده دیوید کلی بوده است. در نسخه ژاپنی، هیرو آکی هیراتا وظیفه صداگذاری او در چندین عنوان از جمله شیطان هم می‌گرید ۴: نسخه ویژه و شیطان هم می‌گرید ۵ بر عهده داشته است.

#### اوریزن
اوریزن، هماورد اصلی در شیطان هم می‌گرید ۵، نیمه دیومانند و تاریک ورژیل است که در زمان استفاده ورژیل از یاماتو به وجود آمده تا انسانیت ورژیل را تماماً به شخصیتی شیطانی تبدیل کند. اوریزن یک درخت کلیفوث در شهر گور سرخ می‌کارد تا بتواند از میوه‌اش استفاده کند و حاکم بدون‌شک جهان زیرزمینی شود. او در نهایت توسط دانته شکست خورده و توسط نیمه دیگر و مثبتش جذب می‌شود. اوریزن توسط دنیل ساثورث در نسخه انگلیسی و شونسوکه ساکویا در نسخه ژاپنی صداگذاری شده است.

### موندوس
موندوس شاهزاده دیومانند جهان زیرزمینی است. او موجودی با سه چشم گوی‌مانند است که ظاهر کاملاً شکل‌داری ندارد و شبیه یک سرافی غول‌پیکر سفیدپوست با چشم سومی روی پیشانی و زخمی روی سینه به‌نظر می‌رسد. موندوس دو هزار سال قبل توسط اسپاردا شکست خورده و باعث شده تا کینه‌ای از دانته و ورژیل به دل بگیرد، تا آن‌جا که مادرشان ایوا را کشته و مداوماً شیاطینی را برای کشتن دو برادر فرستاده است. در پایان شیطان هم می‌گرید ۳، موندوس توسط ورژیل و در حالی که او را به چالش کشیده و تبدیل به نخستین شیطان انجلو کرده است، دستگیر می‌شود.
به عنوان هماورد اصلی در مجموعه شیطان هم می‌گرید، موندوس با مخفی کردن خود در یک مجسمه، ورود به جهان انسانی را آغاز کرده و تریش را در قالب ایوا به وجود می‌آورد تا دانته را فریب دهد و به جزیره مالت بکشاند و در نهایت، او را بکشد. با این وجود، با مرگ مینیون او با نام گریفون، موندوس پس از شکست خوردن از دانته و تریش، که تصمیم به یاری دانته گرفته، مجبور به بازگشت به جهان زیرزمینی می‌شود.
در شیطان هم می‌گرید ۲، اشاره‌ای به مجسمه‌ای از موندوس می‌شود. موندوس همچنین در دومین رمان شیطان هم می‌گرید و در یک جهان موازی ظاهر می‌شود و خود را روبه‌روی دانته، نرو و نیروهای نلو انجلو می‌بیند. نسخه‌ای جایگزین از موندوس، هماورد اصلی بازی دی‌ام‌سی است.

### آریوس
هماورد اصلی شیطان هم می‌گرید ۲ با نام آریوس، تاجری پولدار و دیوانه است که شرکتی بین‌المللی با نام اوروبوروس را اداره می‌کند. او به دنبال یافتن جسمی افسانه‌ای با نام آرکانا است، وسیله‌ای مصنوعی که به او اجازه بیدار کردن آرگوساکس از قلمرو مردگان را می‌دهد و باعث می‌شود تا آریوس بتواند از قدرت آرگوساکس در جهت کنترل جهان استفاده کند. آریوس به جادوی قدرتمندی دسترسی دارد (که به او اجازه جنگیدن با شکارچیان شیطان همچون دانته را می‌دهد) و می‌تواند شیاطین مخصوص خودش را بسازد. در نزدیکی پایان بازی و در فیلم‌نامه لوسیا، آریوس از نبرد با دانته جان سالم به در می‌برد. با به دست آوردن قدرت آرگوساکس، او به لوسیا (در ابتدا به عنوان نسخه‌ای اهریمنی از خودش) حمله می‌کند. همزمان با آغاز شکستش، آریوس تبدیل به موجودی غول‌پیکر می‌شود.

### آرگوساکس هرج و مرج
آرگوساکس هرج و مرج خدایی دیومانند و ظالم بود که یک بار با موندوس رقابت کرده و یکی از هماوردان اصلی شیطان هم می‌گرید ۲ است. همانند پادشاهش، آرگوساکس هم زمانی که شوالیه سرکش به یاری قبیله جزیره دوماری شتافت، توسط اسپاردا در پوچی جهان زیرزمینی زندانی شد. آریوس با استفاده از آرکاناس—آثاری مقدس که چندین سده قبل برای اخراج آرگوساکس استفاده شده بود—سعی می‌کند تا به قدرتی شیطانی دست پیدا کرده و به نوعی خدا تبدیل شود. در عوض، زمانی که دانته سکه مداگلیا را پرتاب می‌کند، مراسم ایزدشوندگی آریوس ناتمام می‌ماند و منجر به مرگ او می‌شود.
با وجود اجرای ناقص، مراسم به‌اندازه کافی قوی بود تا بتواند درگاهی به زندان شیاطین باز کند، و همین کافی بود تا آرگوساکس، اگر زمان مناسبی می‌داشت، بتواند فرار کند. دانته برای پایان دادن به این برنامه، انتخاب کرد تا وارد درگاه شده و با خدایان دیومانند همچون پدرش روبه‌رو شود. در زمان نخستین ظاهر شدن او، شکل اولیه‌اش—تجسم یأس، نرمادهای آتشین و شاخ‌دار با بال‌های فرشته—درون یک جوانه آبستن است که توسط غول‌های شیطان هم می‌گرید ۱ و ۲ ساخته شده است.
تجسم یأس با بیرون آمدن از خرابه‌های به‌وجودآمده از نبردی طولانی، دانته را به چالش می‌کشد. او می‌تواند از انرژی و پرتابه و بال خود برای حمله استفاده کند. راه دیگر او، دورنوردی از مکانی به مکان دیگر و تغییر شکل بازویش و تبدیل آن به شمشیر (در جنس نر) و شلاق (در جنس ماده) است. پس از مقابله طولانی دیگری، بال این شیطان از شدت خستگی می‌شکند و دانته در نهایت با استفاده از عاج و شلیک گلوله‌ای نورانی، این خدای بی‌آبرو را از پای درمی‌آورد. با این وجود، از آن‌جا که درگاه در زمان نبرد بسته شده، دانته در منطقه شیطانی گرفتار می‌شود.

### آرکهام
آرکهام (アーカム، آکامو) هماورد اصلی شیطان هم می‌گرید ۳ است. وقایع این بازی پیش از بازی شیطان هم می‌گرید رخ می‌دهد. او همچنین پدر لیدی است که مدت‌ها قبل او را ترک کرده است. درون بازی، او محققی در حوزه دیوشناسی و علوم فراطبیعی است که به دنبال شکستن مُهر اسپاردا است. وظیفه مُهر اسپاردا، جلوگیری از استفاده از برج تمن نی گرو به عنوان دروازه جهنم است. همچنین آرکهام به تبدیل شدن به دیو علاقه داشت، اما تلاشش برای تبدیل شدن به دیو شکست خورد و همسرش کالینا آن در این راه فدا شد. در عوض، سمت چپ صورتش زخم برداشت و مقداری قدرت هم به دست آورد. آرکهام با فریب ورژیل، او را راضی به همکاری با خود می‌کند و با استفاده از جستر (ジェスター، جسوتا) دانته را به سمت تمن نی گرو هدایت می‌کند تا به این وسیله، دو برادر را مقابل یکدیگر قرار دهد. همزمان با این جریان، او نقشه لیدی برای انتقام خون مادرش را هم به راه می‌اندازد و با این کار، تمام مقدمات بازگشایی تمن نی گرو را فراهم می‌آورد. پس از آن، آرکهام از راه این درگاه بازگشایی‌شده سفر می‌کند تا لبه نیرو را به دست آورد و قدرت آن را با نیمه‌های پیدا شده از طلسم ایوا ترکیب کند و به این ترتیب، قدرت اسپاردا را به دست آورد. با وجود تبدیل شدن او به یک دیو مشابه اسپاردا، بدن آرکهام توانایی پذیرش میزان زیاد قدرت را ندارد و در جریان جهش، تبدیل به موجود نفرت‌انگیز و بدون شکلی می‌شود که دانته و ورژیل با همکاری یکدیگر، او را شکست می‌دهند. با بازگشت آرکهام به جهان انسانی، او به وضعیت عادی خود بر می‌گردد و سپس توسط لیدی کشته می‌شود.
این شخصیت، چه در حالت عادی و چه در حالت جستر، توسط آدام دی کلارک صداگذاری و ضبط حرکت شده است. در ابتدا قرار بود نام آرکهام، هاینه باشد، اما روبن لنگدون، که صداگذاری دانته را بر عهده داشت، فکر می‌کرد که این نام در زبان انگلیسی نامناسب به نظر می‌رسد و در نهایت توانست کپ‌کام را برای تغییر آن متقاعد کند. نام جستر هم قرار بود «جوکر» باشد، اما در نهایت به جستر تغییر کرد.

### سنکتوس
سنکتوس، هماورد اصلی در شیطان هم می‌گرید ۴ است، که مغز متفکر اتفاقات بازی بوده است. به عنوان جانشین اسپاردا و ژنرال شوالیه‌های مقدس و یکی از بزرگ‌ترین رهبران معنوی محفل شمشیر، در ظاهر سنکتوس در آغاز بازی و توسط دانته می‌میرد. اما در حقیقت، سنکتوس با استفاده از معجونی شیطانی در مراسمی مذهبی، جان سالم به در برده است. سنکتوس در اصل قصد داشت تا از دانته برای زندگی بخشیدن به ساویر، یک موجود غول‌پیکر در تجسم اسپاردا، استفاده کند اما بعدتر و با فاش شدن حقیقت عمل محفل توسط دست راست او یعنی آگنوس، تصمیم به استفاده از نرو گرفت. با شکست خوردن کردو در جذب نرو با استفاده از ظاهرسازی دروغ، سنکتوس با دستور به آگنوس مبنی بر سرقت کایری، مستقیماً وارد عمل می‌شود تا بتواند با استفاده از ساویر، کایری و در نتیجه، نرو را جذب کند. سپس سنکتوس پیش از پیوستن به ساویر، از یاماتو برای بازکردن دروازه جهنم استفاده می‌کند تا به این وسیله نقشه‌اش مبنی بر پاک کردن تمام شیاطین و حکمرانی بر جهان را اجرایی کند. دانته موفق می‌شود تا پیش از آزادسازی نرو جهت نجات کایری، نقشه سنکتوس را خراب کند. دانته سازه‌ای ذهنی از سنکتوس را شکست می‌دهد و سپس، نرو با استفاده از ماشه شیطان علیه ساویر، او را کاملاً نابود می‌کند. این شخصیت توسط لیام اوبرایان در نسخه انگلیسی، و توسط ایکویا ساواکی در نسخه ژاپنی شیطان هم می‌گرید ۴: نسخه ویژه صداگذاری شده است.

### آگنوس
آگنوس، محقق و کیمیاگر اصلی محفل اسپاردا در شیطان هم می‌گرید ۴ است که اسلحه‌های دیوکشی را برای شوالیه‌ها توسعه می‌دهد. او شخصیتی پرکار و درون‌گرا دارد و در هنگام اضطراب به لکنت زبان دچار می‌شود. به دلیل درون‌گرا بودن، بسیار کم پیش می‌آید که آگنوس از دفترش خارج شود و افراد بسیار کمی در فرقه در خصوص او می‌دانند. بعدتر مشخص می‌شود که او روی یاماتوی خراب آزمایش انجام داده و اسلحه‌هایی با اساس شیطانی، همچون انجلوس، را ایجاد کرده و حتی خودش را به آگنوس انجلو در شکل حشره تبدیل کرده است. دخترش نیکو در شیطان هم می‌گرید ۵ به‌طور غیرمستقیم به او توهین کرده است. این شخصیت توسط تی.جی. استورم در نسخه انگلیسی و توسط یویا اوچیدا در نسخه ژاپنی شیطان هم می‌گرید ۴: نسخه ویژه صداگذاری شده است.

## شخصیت‌های جانبی

### تریش
تریش دیوی است که توسط موندوس طراحی شده و به طرز عجیبی شبیه ایوا، مادر دانته، است. مقاومت و چالاکی او بیش از حد معمول است و توانایی استفاده از آذرخش و بهبود سریع را داراست. تریش در نسخه انگلیسی شیطان هم می‌گرید توسط سارا لافلئور، در نسخه انگلیسی شیطان هم می‌گرید ۴ و مارول در برابر کپ‌کام ۳ توسط دنیل بورجیو، در شیطان هم می‌گرید ۵ توسط وندی لی و در مجموعه کارتونی توسط لوسی کریستین صداگذاری شده است. در نسخه ژاپنی مجموعه کارتونی، مارول در برابر کپ‌کام ۳ و شیطان هم می‌گرید ۴: نسخه ویژه او توسط آتسوکو تاناکا صداگذاری شده است.

### لیدی
لیدی یک شکارچی شیطان کارمزدی است. به عنوان یک انسان، او در حرکات آکروباتیک و حملات از نزدیک و مسلحانه ماهر است. لیدی موهایی مشکی، چشمانی با ناهمرنگی عنبیه و اسلحه‌ای ویژه با نام کالینا-آن (موشک‌اندازی سفارشی) دارد. در زمان نبرد، او از یک کلت چی‌زیت ۷۵ سفارشی و یک اسلحه اشکورپیون همراه با سرنیزه متصل به آن استفاده می‌کند. پدر لیدی، آرکهام، نام اصلی او را مری گذاشته بود، اما با کشتن مادرش در مراسمی در جهت به دست آوردن قدرت شیطانی، نام خود را تغییر داد. این عمل منجر به پریشانی و وسواس عملی در او شد. نخستین حضور لیدی در مجموعه در شیطان هم می‌گرید ۳ و در زمان عدم معرفی‌اش به دانته بوده است. در این صحنه، دانته خطاب به لیدی می‌گوید: «هرچی، خانم!» لیدی در پایان بازی و با شلیک به آرکهام، رسماً نام خود را «لیدی» می‌گذارد و خطاب به آرکهام می‌گوید که «مری» مرده است. با وجود این‌که او شخصیتی منفی نیست، در شیطان هم می‌گرید ۳ به عنوان یکی از هماوردان حضور دارد و به دنبال متوقف کردن دانته است، تا آن‌جا که تا پیش از کنار آمدن با دانته، دو بار با او به نبرد می‌پردازد. فومیکو اوریکاسا صداپیشگی این شخصیت را در نسخه‌های ژاپنی بازی بر عهده دارد.

### اسپاردا
اسپاردا شوالیه‌ای شیطانی است که برای حفظ بشریت، ۲۰۰۰ سال پیش از اتفاقات پیرامون ورژیل در شیطان هم می‌گرید ۴: نسخه ویژه شورش کرده است. او پیش از بستن دروازه میان جهان انسانی و شیطانی، چندین دیو و پادشاهشان، موندوس، را به قتل رسانده است. شجاعت اسپاردا او را در جهان انسانی تبدیل به افسانه کرده و از این رو، با نام «شوالیه افسانه‌ای تاریکی» شناخته می‌شود.
در شیطان هم می‌گرید و نسخه دوم آن، اسپاردا قدرتش را در شمشیرش (با نام لبه نیرو یا اسپاردا) که در قلمرو شیطانی قرار دارد، به جای می‌گذارد. برای بستن دروازه بین دو جهان، اسپاردا خون خود و پیش‌خدمتی فانی را با استفاده از دو طلسم مکمل، که خودش به عنوان نوعی کلید به جهان انسانی آورده، فدا می‌کند. دو طلسم برای کارایی، باید در کنار یکدیگر قرار بگیرند. اسپاردا در دی‌ام‌سی: شیطان هم می‌گرید و در نزدیکی پایان زندگی‌اش، با همسری انسانی (ایوا) ازدواج کرده و دو پسر با نام‌های دانته و ورژیل به دنیا می‌آورد. او دو طلسم را به همسرش می‌بخشد و ایوا هم آن دو را به دانته و ورژیل می‌دهد. اسپاردا همچنین به پسرانش شمشیرهایی جادویی با قابلیت‌های متضاد می‌دهد: شمشیر دانته با نام شورش که به او قدرت جذب همه‌چیز را می‌بخشد، در مقابل کاتانای ورژیل با نام یاماتو که می‌تواند هر چیز را دو نیم کرده یا راهی به جهان شیطانی باز کند. نحوه مرگ اسپاردا ناشناخته باقی مانده است و دانته باور دارد که بحث‌هایی در خصوص پدرش و میراث او وجود دارد.

### ایوا
ایوا، همسر اسپاردا و مادر دانته و ورژیل است که برای کادوی تولد، به هر کدام از پسرانش یک‌نیمه از طلسم اسپاردا را هدیه داده است. ایوا بعدتر و پس از پنهان کردن دانته از دست یک دیو و در حالی که دنبال ورژیل می‌گردد، توسط موندوس در خانه‌اش واقع در شهر گور سرخ کشته می‌شود. دیوی که ایوا دانته را از دست او نجات داده، بعدتر تریش را در ظاهر ایوا خلق می‌کند. در شیطان هم می‌گرید ۵، ایوا همانند تریش توسط وندی لی در نسخه انگلیسی و توسط آتسوکو تاناکا در نسخه ژاپنی صداگذاری شده است.

### پتی لول
پتی لول دختر جوانی است که قبلاً جادوگری قدرتمند بوده و دیوی با نام آبیگیل را زندانی کرده است. دانته او را از دست چندین دیو نجات می‌دهد و پتی تا زمان نابود شدن آبیگیل با دانته زندگی می‌کند و پس از آن، به مادر تنی‌اش می‌پیوندد. پتی در شیطان هم می‌گرید ۵ مداوماً در تلاش است تا دانته را به تولد هجده سالگی‌اش دعوت کند. در نسخه انگلیسی، پتی در مجموعه کارتونی توسط هیلاری هاگ و در شیطان هم می‌گرید ۵ توسط هاویلند استیلول صداگذاری شده است. میساتو فوکوئن، صداگذاری او در نسخه ژاپنی را بر عهده داشت.

### جی.دی. موریسان
جی.دی. موریسان نزدیک‌ترین دوست و دلال دانته است. او مأموریت‌های دانته را برایش پیدا کرده و توصیه‌هایی برای تبدیل شدن به فردی بهتر به دانته ارائه می‌دهد. موریسان در مجموعه کارتونی و شیطان هم می‌گرید ۵ حضور دارد و ظاهرش در نسخه پنجم، به شدت دچار تغییر و تحول می‌گردد. با ادامه یافتن وقایع بازی، موریسان صاحب جدید دفتر شیطان هم می‌گرید می‌شود. موریسان در نسخه انگلیسی توسط راب مانگل در مجموعه کارتونی و توسط جوئی کامن در شیطان هم می‌گرید ۵ صداگذاری شده و صداگذاری او در نسخه ژاپنی بر عهده آکیو اوتسوکا بوده است.

### ماتیر
ماتیر شخصیتی جانبی در شیطان هم می‌گرید ۲ است، زنی سالخورده و، همچون لوسیا، یکی از اعضای قبیله «زیر نظران» است. در زمان جوانی‌اش، او و قبیله‌اش با همراهی اسپاردا، با دیوها به نبرد پرداختند. ماتیر خوش‌حال و خوش‌بین است و از پیروزی نهایی دانته اطمینان دارد. او لوسیا را برای رسیدن به آرکاناس راهنمایی می‌کند و دانته را (که با نام «پسر اسپاردا» صدایش می‌زند) فریب می‌دهد تا به جزیره آن‌ها برسد. با وجود این‌که در ابتدا ادعا شد که ماتیر، مادر لوسیا است، بعدتر نشان داده‌شد که لوسیا توسط آریوس (که قصد داشت با پیدا شدن و برخاستن ماتیر، از دست لوسیا خلاص شود) خلق شده است. صداگذاری این شخصیت توسط فلو دی ره انجام گرفته است.

### کردو
کردو، کاپیتان هزاران شوالیه مقدس، فردی سخت‌گیر و عادل است که به خاطر دلاوری‌هایش در میدان نبرد مورد تحسین واقع شده. به عنوان برادر بزرگ‌تر کایری، او نرو را از اعضای خانواده می‌داند اما معتقد به غیرقابل‌اعتماد بودن اوست. او به نرو دستوری مبنی بر دستگیر کردن دانته برای «ترور» سنکتوس می‌دهد، اما این درخواست در اصل بخشی از نقشه سنکتوس برای به دست آوردن ساویر است. زمانی که کردو متوجه قدرت‌های شیطانی نرو می‌شود، تلاش می‌کند تا او را دستگیر کند. برای این کار، او خودش را تبدیل به موجودی بال‌دار می‌کند که باور دارد نوعی فرشته باشد. با دزدیده شدن کایری در جهت استفاده شدن توسط محفل برای اجرایی کردن نقشه سنکتوس، کردو باورش به محفل را از دست می‌دهد و به کمک نرو می‌رود تا خواهرش را حفظ کند. در هنگام نجات نرو از دست سنکتوس و جلوگیری از زندانی شدن او، کردو زخم مهلکی برمی‌دارد و نرو به طرف ساویر می‌رود. کردو در حال مرگ از دانته می‌خواهد تا نرو و کایری را نجات دهد و بدنش تبدیل به نور می‌شود. صداگذاری انگلیسی او بر عهده تی‌جی روتولو، و صداگذاری ژاپنی او در شیطان هم می‌گرید ۴ بر عهدهٔ ریکیا کویاما بوده است.

### کایری
کایری شخصیتی جانبی در شیطان هم می‌گرید ۴ است. او در فورچونا زاده و بزرگ شده است و برای محفل شمشیر خوانندگی می‌کند. او خواهر کردو و دوست کودکی نرو است و نرو به او علاقه دارد. زمانی که کایری بر اثر یک سوءتفاهم تصور می‌کرد که نرو، شیطان است، آگنوس به دستور سنکتوس او را گروگان گرفت تا نرو را برای رفتن به سوی ساویر فریب دهد. با این وجود، کایری پیش از رسیدن نرو به ساویر، آن را ذوب کرده و باعث می‌شود تا کردو نقشه شیطانی سنکتوس را فهمیده و محفل را ترک کند. وقتی دانته، نرو را از اسارت در ساویر نجات می‌دهد، نرو کایری را نجات می‌دهد و زندگی مشترک این دو آغاز می‌گردد. کایری دو حضور کوتاه در شیطان هم می‌گرید ۵ دارد. صداگذاری انگلیسی او بر عهده استفنی شی و صداگذاری ژاپنی‌اش بر عهده سائوری هایامی بوده است. ضبط حرکت این شخصیت توسط لائورا ناپولی انجام گرفته است.